# Definición de la FAI de los vuelos espaciales tripulados
La Fédération Aéronautique Internationale (FAI) define una misión de vuelo espacial humano como los vuelos con tripulación que se producen por encima de la línea de Kármán (100 km). Sin embargo, sus definiciones y normas anteriores relativas a los vuelos espaciales tripulados exigían la presencia de un piloto en la nave espacial durante el aterrizaje para poder validar su Récord de vuelos espaciales, lo que ha sido objeto de controversias.

## Resumen
El 12 de abril de 1961, el cosmonauta soviético Yuri Gagarin se convirtió en el primer ser humano en el espacio mediante la misión Vostok 1 que orbitó la Tierra durante 108 minutos. Durante la reentrada y el aterrizaje, Gagarin se eyectó de su nave espacial y aterrizó por separado con su nave a 26 km (16 mi) al suroeste de Engels, en la región de Saratov, a 51,270682°N 45,99727°E. Un agricultor y su nieta, Rita Nurskanova, observaron la extraña escena de una figura con un traje naranja brillante y un gran casco blanco que aterrizó cerca de ellos en paracaídas.
En aquella época, la Fédération Aéronautique Internationale (FAI) exigía que los pilotos de naves espaciales aterrizaran dentro de sus naves para que sus récords fueran validados, lo cual es una herencia de la aviación por la creencia de que, en este último caso, no se anima a los pilotos a sacrificarse por un récord de aviación. Antes de Vostok 1, el vuelo Bell X-2 del piloto estadounidense Iven Kincheloe fue descrito por algunas fuentes, como el South Bend Tribune, como el primer vuelo espacial con tripulación, ya que alcanzó una altitud de 126.200 pies, aunque no alcanzó la Línea Karman (100 km).
Debido a esta discrepancia, los funcionarios soviéticos omitieron el dato sobre la fase de aterrizaje de la Vostok 1 para poder optar a los récords espaciales de la FAI. Sin embargo, tras la misión Vostok 2 en la que el cosmonauta soviético Gherman Titov se convirtió en la primera persona en pasar un día en órbita, se dio a conocer que Titov había aterrizado estando fuera de la cápsula.
El periodista espacial James Oberg informó que durante una conferencia de la Fédération Aéronautique Internationale (FAI) en París, Francia, el director general del organismo se enfrentó a los funcionarios soviéticos con preguntas sobre la ubicación del piloto durante el aterrizaje en relación con la nave espacial, al tiempo que exigió documentación que verificara la presencia de Gagarin en la cápsula espacial durante el aterrizaje. En respuesta, el representante soviético denunció tales exigencias como "obstruccionismo" y protestó: "Pregunte a los estadounidenses si creen que estos registros reclamados para Gagarin se hicieron realmente. Todos los pueblos del mundo ya han avalado el vuelo de Gagarin y lo han aceptado como un hecho".  La FAI acabó concediendo y certificando el relato histórico soviético de que Gagarin había estado dentro de la cápsula durante el aterrizaje.
A diferencia de Titov, los datos sobre el aterrizaje de la Vostok 1 no se dieron a conocer hasta 1971, y fueron descritos con detalle en un libro publicado por el corresponsal espacial soviético Evgeny Riabchikov. Debido al tecnicismo, algunas fuentes más recientes como Tech Republic especularon que Gagarin no completó "legalmente" un vuelo espacial pilotado vuelo espacial pilotado según las directrices de la FAI. Además, teniendo en cuenta el hecho de que las eyecciones de los pilotos se produjeron antes del aterrizaje en todas las misiones tripuladas del Vostok, los argumentos pragmáticos postulaban que Gagarin, si bien es la primera persona en volar al espacio, no puede considerarse la primera persona en completar realmente una órbita alrededor de la Tierra. En cambio, según esta línea de razonamiento, la misión John Glenn de la NASA, Friendship 7], reunía las condiciones necesarias para ello según las normas de la FAI de entonces.
El 20 de agosto, según Taiwan News, el colectivo de hackers Anonymous desfiguró un sitio web inmobiliario chino y mencionó la estipulación de la sección 8, párrafo 2.15, punto b, del código deportivo de la Fédération Aéronautique Internationale (FAI), según la cual se considera que un vuelo no se ha completado si "cualquier miembro de la tripulación abandona definitivamente la nave espacial durante el vuelo", algo que ocurrió en la Vostok 1, ya que su piloto se eyectó de su cápsula antes de que aterrizara. Anonymous llegó a afirmar que, dado que otros vuelos espaciales del programa Vostok siguieron esta práctica, Alan Shepard y John Glenn, que estaban dentro de sus cápsulas cuando se precipitaron, deberían ser considerados los primeros humanos en el espacio. Además, Anonymous siguió difundiendo la controversia en su hackeo del sitio web de la Herramienta de Propuesta de Eventos de las Naciones Unidas.

## Recepción
Los parámetros de los vuelos espaciales tripulados se modificaron para reconocer que el logro tecnológico en relación con los vuelos espaciales tripulados era el lanzamiento, la puesta en órbita y el regreso seguro del ser humano, en lugar de la forma en que aterrizaba. Los récords de Gagarin y Titov en la FAI permanecieron intactos, mientras que el propio organismo deportivo creó la Medalla Gagarin, que se concede anualmente para honrar los mayores logros en el campo de los vuelos espaciales tripulados. Gagarin es reconocido internacionalmente como el primer ser humano que voló en el espacio y el primero en orbitar la Tierra.